# Alfa Romeo 430
O Alfa Romeo 430 foi um caminhão leve de 5 toneladas produzido pela Alfa Romeo entre 1942 e 1950. O modelo começou como um projeto para um caminhão militar (430RE) baseado no largo caminhão Alfa Romeo 800. Alguns deles foram convertidos em veículos anti-aéreos e equipados com uma metralhadora de 20 milímetros (0,787 polegadas) da IF Scotti. O veículo foi produzido em versão comercial após a guerra. Tanto a versão civil quanto a versão militar foram produzidas até 1950.
O 430 era equipado com um motor de 5,8 litros (1,53 galões) de 4 cilindros movido a diesel, ele produzia 80 cavalos-vapor (58,8 quilowatts) @2000 rpm. Com esta potência ele podia atingir uma velocidade máxima de 65 quilômetros por hora (40,4 milhas por hora) e seu alcance era de 390 quilômetros (242 milhas).